# Křivsoudov
Křivsoudov (německy Kschiwsoudow) je městys v okrese Benešov ve Středočeském kraji. Žije zde 449 obyvatel.
Ve vzdálenosti sedmnáct kilometrů severozápadně leží město Vlašim, dvacet kilometrů jihovýchodně město Humpolec, 22 kilometrů východně město Světlá nad Sázavou, 24 kilometrů jižně město Pelhřimov a asi čtyřicet kilometrů Benešov. Křivsoudov sousedí na severu se Strojeticemi a Loktem, na západě s Děkanovicemi, na jihu se Studeným a Martinicemi u Onšova a na východě s Čechticemi.

## Historie

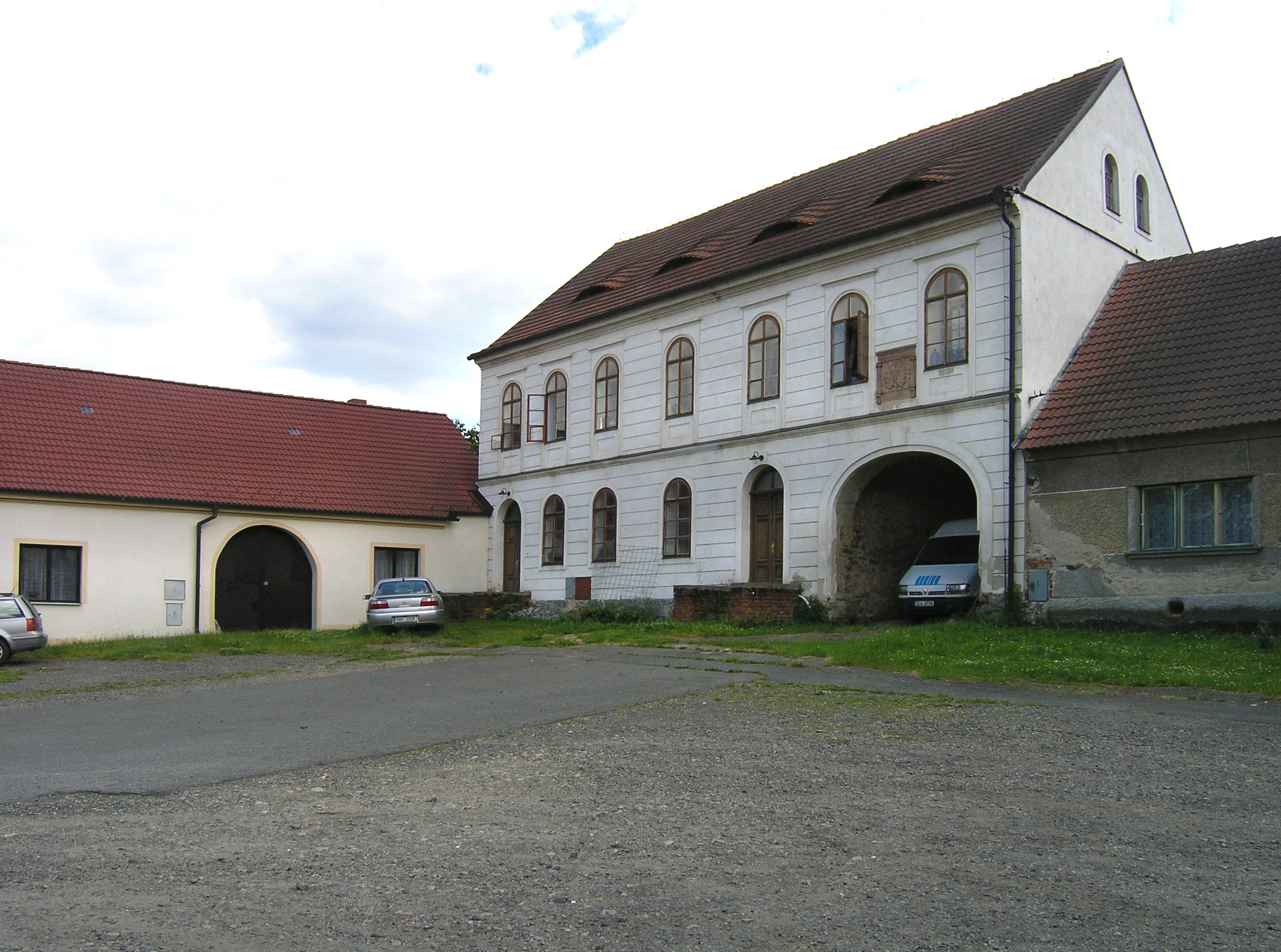
Renesanční panský zámeček

První písemná zmínka o Křivsoudově pochází z roku 1276. Majitelem zdejší tvrze byl tehdy purkrabí Pražského hradu Oldřich z Říčan, který zde založil hrad a opevněný kostel Narození Panny Marie. V roce 1307 se majitelem obce stalo pražské biskupství. Křivsoudov byl povýšen na městečko a v roce 1382 zde byla založena škola pro chudé duchovní.
V husitské době se roku 1424 stal majitelem Beneda z Nečtin. Po porážce husitského hnutí odešel Beneda z Nečtin ze země a král věnoval Křivsoudov Mikuláši Trčkovi z Lípy. On a jeho potomci zde však nebydleli (měli sídlo v Lipnici nad Sázavou), a proto hrad chátral.
V roce 1550 koupil Křivsoudov Jindřich Střela z Rokyc. Opravil hrad a později postavil na náměstí panský zámeček. Jindřich Střela mladší přišel o Křivsoudov při pobělohorských konfiskacích v roce 1622. V roce 1702 se jeho majitelem stal Jan Leopold Donát z Trautsonu a Falkenštejna, který spojil toto panství s panstvím Dolní Kralovice. V roce 1715 však zničil hrad i městečko požár. Za vlády Josefa II. byla v Křivsoudově založena tkalcovská škola a ve stejné době vznikla i dřevěné budovy obecné školy. Kamenná školní budova pak byla postavena v roce 1807.
V 19. století se majiteli Křivsoudova stala knížata z Auerspergu. Ta jej držela až do znárodnění po druhé světové válce. Pak byly v typickém socialistickém stylu postaveny bytovky, mateřská škola, státní statek a prodejna (postavena v akci Z).
Od 23. ledna 2007 byl obci vrácen status městyse.

## Současnost
V obci působí od roku 1878 sbor dobrovolných hasičů. Roku 1908 zde byl založen spolek Sokol, který si postavil v letech 1928–1930 budovu na místě vyhořelých sýpek. Pod místním Sokolem působí i klub ochotníků. V Křivsoudově působí i Klub žen a myslivecké sdružení Káně.

## Obyvatelstvo
| Rok            | 1869 | 1880  | 1890 | 1900 | 1910 | 1921 | 1930 | 1950 | 1961 | 1970 | 1980 | 1991 | 2001 | 2011 | 2021 |
| -------------- | ---- | ----- | ---- | ---- | ---- | ---- | ---- | ---- | ---- | ---- | ---- | ---- | ---- | ---- | ---- |
| Počet obyvatel | 985  | 1 021 | 896  | 901  | 894  | 879  | 729  | 647  | 619  | 549  | 508  | 424  | 390  | 407  | 434  |
| Počet domů     | 125  | 131   | 135  | 142  | 146  | 146  | 159  | 171  | 164  | 158  | 155  | 168  | 178  | 185  | 179  |

## Správa městyse

### Územněsprávní začlenění
Dějiny územněsprávního začleňování zahrnují období od roku 1850 do současnosti. V chronologickém přehledu je uvedena územně administrativní příslušnost obce v roce, kdy ke změně došlo:
- do 1849 země česká, kraj Čáslav, soudní okres Dolní Kralovice
- 1850 země česká, kraj Pardubice, politický okres Ledeč, soudní okres Dolní Kralovice[8]
- 1855 země česká, kraj Čáslav, soudní okres Dolní Kralovice
- 1868 země česká, politický okres Ledeč, soudní okres Dolní Kralovice
- 1939 země česká, Oberlandrat Německý Brod, politický okres Ledeč nad Sázavou, soudní okres Dolní Kralovice[9]
- 1942 země česká, Oberlandrat Tábor, politický okres Ledeč nad Sázavou, soudní okres Dolní Kralovice[10]
- 1945 země česká, správní okres Ledeč nad Sázavou, soudní okres Dolní Kralovice[11]
- 1949 Jihlavský kraj, okres Ledeč nad Sázavou[12]
- 1960 Středočeský kraj, okres Benešov
- 2003 Středočeský kraj, okres Benešov, obec s rozšířenou působností Vlašim

### Části městyse
- Jenišovice
- Křivsoudov
- Lhota Bubeneč

### Správa městyse
Znak městyse je historický, vlajka byla městysi udělens rozhodnutím předsedy Poslanecké sněmovny Parlamentu České republiky dne 15. června 2015. Znak Křivsoudova má v sobě tři kančí zuby na červeném podkladu.

## Společnost
V městysi Křivsoudov (přísl. Jenišovice, Lhota Bubeneč, 879 obyvatel, poštovní úřad, telefonní úřad, telegrafní úřad, četnická stanice, katol. kostel) byly v roce 1932 evidovány tyto živnosti a obchody: holič, 5 hostinců, kolář, kovář, 3 krejčí, lihovar Rud. Fuchs, mlýn, 2 obuvníci, 2 pekaři, pokrývač, 4 řezníci, 5 obchodů se smíšeným zbožím, Občanská záložna v Křivsoudově, Reiffeisenova záložna pro Křivsoudov, 2 švadleny, 2 trafiky, truhlář, velkostatek Rud. Fuchs

## Doprava
Městysem prochází silnice II/150 Votice – Čechtice – Křivsoudov – Ledeč nad Sázavou – Světlá nad Sázavou. Ve vzdálenosti čtyř kilometrů od obce vede dálnice D1 s exitem 66 (Loket). Železniční trať ani stanice na území městyse nejsou. V roce 2012 městysi zastavovaly autobusové linky jedoucí např. do těchto cílů: Benešov, Čechtice, Dačice, Dolní Kralovice, Ledeč nad Sázavou, Pelhřimov, Praha, Telč, Vlašim.

## Turistika
- Cyklistika – Městysem vedou cyklotrasy č. 0071 Čechtice – Podměstský Mlýn – Trhový Štěpánov a č. 0083 Dolní Kralovice – Tomice – Křivsoudov.
- Pěší turistika – Městysem prochází zeleně značená turistická trasa Trhový Štěpánov – Keblov – Křivsoudov – Děkanovice – Snět.

## Pamětihodnosti

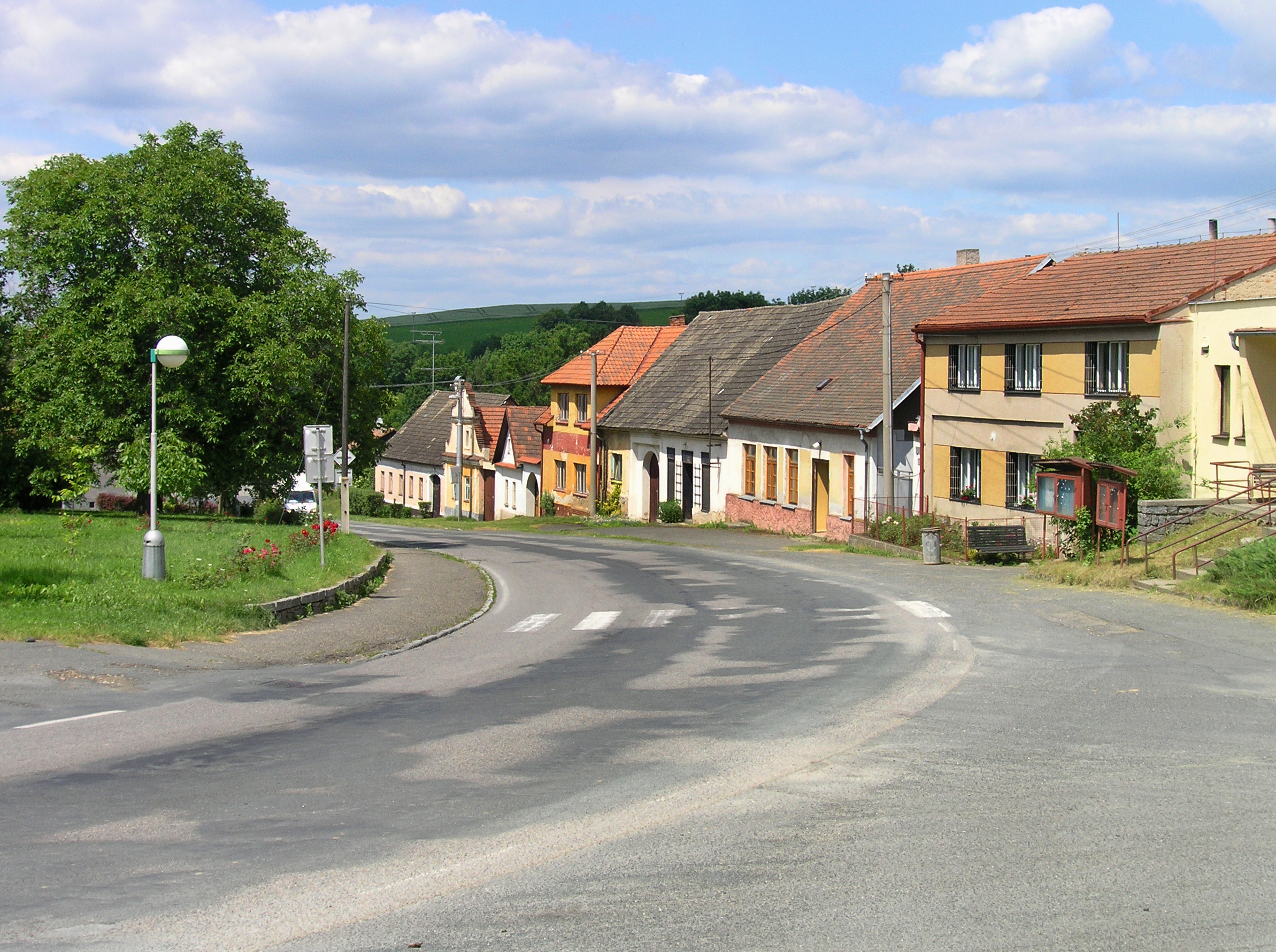
Náměstí

- Radnice s hospodářským dvorem a stodolou, postavená v roce 1901 v novorenesančním stylu.[15] Má dvě podlaží, kde v přízemí je restaurace a v prvním patře obecní úřad, zasedací místnost a knihovna.
- Renesanční panský zámeček v horní části náměstí.[16] Postavil jej zde rod Střelů z Rokyc.
- Kostel Narození Panny Marie v dolní části obce, pocházející z 13. století.[17] Byl několikrát přestavován a nese proto prvky prakticky všech stylů.
- V centru městečka se dochovaly nepatrné zbytky křivsoudovského hradu využité při stavbě barokní sýpky a ve dvacátém století sokolovny.[18]
- Socha svatého Jana Nepomuckého na náměstí
- Kamenný most přes bezejmenný potok z roku 1844